# NGC 7425
NGC 7425 é uma galáxia espiral barrada (SB0-a) localizada na direcção da constelação de Aquarius. Possui uma declinação de -10° 57' 00" e uma ascensão recta de 22 horas, 57 minutos e 15,6 segundos.
A galáxia NGC 7425 foi descoberta em 1886 por Frank Müller.